# Canterbury Fayre 2001
Canterbury Fayre 2001 es un álbum en directo de Hawkwind, lanzado por Voiceprint Records en 2003.
Similar al anterior trabajo, Yule Ritual, Canterbury Fayre 2001 consta de dos CD, grabados en la ciudad inglesa de Canterbury, durante el festival del mismo nombre, el 18 de agosto de 2001. El mítico showman y cantante Arthur Brown aparece como invitado en dos temas.

## Lista de canciones
Disco uno
1. «5th Second of Forever» (Brock) – 3:52
2. «Levitation» (Brock) – 9:18
3. «Spiral Galaxy» (House) – 3:16
4. «Solitary Mind Games» (Lloyd-Langton) – 8:08
5. «Angels of Death» (Brock) – 6:17
6. «Spirit of the Age» (Calvert/Brock) – 7:35
7. «Magnu» (Brock) – 3:43
8. «Dust of Time» [excerpt] (Bainbridge/Brock/Lloyd-Langton) – 2:08
9. «Motorway City» (Brock) – 6:11
10. «Hurry on Sundown» (Brock/Hawkwind) – 3:44
11. «Assassins Of Allah» (Brock/Calvert/Rudolph) – 12:25

Disco dos
1. «Silver Machine» (Calvert/Brock) – 5:16
2. «Arthur’s Poem» (Brown) – 0:55
3. «Assault and Battery» (Brock) – 2:51
4. «Void of Golden Light» (Brock) – 10:44
5. «Ejection» (Calvert) – 8:18

## Personal
- Dave Brock: guitarra, voz, teclados
- Simon House: violín
- Keith Kniveton: sintetizador
- Alan Davey: bajo, voz
- Richard Chadwick: batería
- Huw Lloyd-Langton: guitarra, voz
- Arthur Brown: voz en «Silver Machine» y «Arthur’s Poem»